# Pandanus amaryllifolius
Pandanus amaryllifolius és una planta tropical del gènere Pandanus i es fa servir molt al sud-est asiàtic a la cuina com saboritzant té gust de nous. La planta té fulles llargues i primes amb arrels aèries llenyoses. La planta no fa llavors i es multiplica per esqueixos. A Bangladesh, rep el nom de Ketaki, i es fa servir per augmentar el sabor del del menjar pulao biryani i el pastís dolç d'arròs i coco anomenat payesh. Les fulles es fan servir fresques, seques i fins i tot congelades. També pot usar-se aquesta planta o les plantes joves d'arròs en l'elaboració del Cốm, o arròs verd pla. L'aroma característic d'aquest planta el causa el compost químic 2-acetil-1-pirrolina que també es presenta en el pa blanc i arròs basmati. Les fulles són un repel·lent per insectes com les paneroles.